# Project Almanac - Benvenuti a ieri
Project Almanac - Benvenuti a ieri (Project Almanac) è un film del 2015 diretto da Dean Israelite. È un film d'avventura fantascientifico incentrato su una macchina del tempo.

## Trama
David, studente all'ultimo anno di liceo, ottiene una borsa di studio per il Massachusetts Institute of Technology, ma essendo di soli cinquemila dollari dovrà probabilmente rinunciarvi. Tuttavia sua madre, vedova da 10 anni, pur di esaudire il suo sogno, mette in vendita la casa. Su suggerimento dei suoi amici pensa ad un progetto scientifico che possa essere sperimentato; aiutato dalla sorella, che riprende tutto con una videocamera, cerca in soffitta tra i vecchi progetti del padre, scienziato a tempo perso, e trova un progetto riguardante una macchina del tempo. Un po' per scherzo, un po' per gioco, David, insieme alla sorella e agli amici, si lancia nella costruzione di quella che potrebbe essere la svolta delle loro vite. E, incredibilmente, il progetto viene completato.
Iniziano così una serie di viaggi nel tempo in cui il gruppo realizza un proprio desiderio, modificando una propria scelta nel passato. A causa di un viaggio fatto segretamente da David, durante il quale egli cambia le sue scelte in modo da conquistare Jessie, la ragazza che ama, cominciano a scatenarsi indirettamente disastrose conseguenze (effetto farfalla), sino all'improvvisa sparizione di Jessie, causata da un loop temporale in seguito all'incontro tra la Jessie del passato e quella del futuro. Per rimediare ai suoi errori, David torna un'ultima volta indietro nel tempo, per fare in modo che la macchina del tempo non venga mai creata, ed eliminare ogni traccia del futuro da cui viene, tuttavia lascia intatta la telecamera che ha ripreso tutti gli avvenimenti nel passato ritrovandola alla fine del film una volta tornato nel presente ed aver perso i ricordi.
L'intero film è girato in stile documentario, con riprese effettuate dalla videocamera o dal cellulare dal gruppo dei protagonisti. Sarà proprio la telecamera che David porta sempre dietro con sé che mostrerà gli avvenimenti di quel futuro alternativo a David e a sua sorella Christina, alla fine del film.

## Riferimenti ad altri media
Nel film ci sono vari riferimenti e citazioni ad altre produzioni che parlano di viaggi nel tempo, tra cui:
- Durante uno dei primi test della macchina cercano di mandare indietro nel tempo una piccola macchinina rossa assieme ad un timer; chiaro riferimento a Ritorno al futuro. In un altro test, dove cercano di collegare le batterie di un'automobile ibrida alla macchina del tempo, il cavo è troppo corto; un altro chiaro riferimento a Ritorno al futuro.
- In una scena nella scuola, Adam menziona essere Doctor Who.
- Viene citato Ricomincio da capo nella scena in cui Quinn viene più volte interrogato in chimica.
- Viene citato Looper prima della scena in cui Quinn scarabocchia il collo del suo sé stesso del passato mentre dorme.
- Il film ha una trama che richiama chiaramente The Butterfly Effect nel quale il protagonista torna indietro nel tempo per sistemare i danni provocati dai continui viaggi. È inoltre una chiara citazione il momento in cui David si registra rivolgendosi "a chiunque troverà questo video..".

## Distribuzione
Il film è stato distribuito negli Stati Uniti il 30 gennaio 2015.